# 타임 크라이시스
《타임 크라이시스》(영어: Time Crisis, 일본어: タイムクライシス)는 남코(Namco, 현재 반다이 남코 어뮤즈먼트 (Bandai-Namco Amusement Inc.))에서 업무용 및 가정용으로 발매되고 있는 건 슈팅 게임의 시리즈이다. 약칭은 타이크라(일본어: タイクラ)이다.

## 주요 작품
- 타임 크라이시스
- 타임 크라이시스 2
- 크라이시스 존
- 타임 크라이시스 3
- 타임 크라이시스 4
- 타임 크라이시스 5

## 시리즈의 시간축
작품명/발발한 사건의 순서로 소개한다.
타임 크라이시스
세르시아 공화국 대통령의 딸 레이첼 맥퍼슨 유괴 사건, 「칸타리스」병기 공장 적발(PS판 전용)
　　　　　↓
타임 크라이시스 - 프로젝트 타이탄
세라노 대통령 암살(실제로는 납치) 사건, 「프로젝트 타이탄」(PS판 전용)
　　　　　↓
타임 크라이시스2
「스타 라인·네트워크 계획(NDI사에 의한 핵군사위성 쏘아 올림)」
　　　　　↓
타임 크라이시스 - 크라이시스 존
U.R.D.A에 의한 「가랜드·스퀘어」점거 사건
　　　　　↓
타임 크라이시스3
루카노 분쟁
　　　　　↓
타임 크라이시스4
극비 병기 부정거래 사건, 미군 극비 생물병기 부대：「하멜른대대」에 의한 쿠데타
```
         ↓
```

타임 크라이시스5
전직 VSSE 요원인 로베트 벡스터의 배신을 주는 흑막

## 외전
- 크라이시스 존
- 레이징 스톰